# Seegefecht bei Kap Béveziers
Carpi – Chiari – Cremona – Kaiserswerth – Lüttich – Landau (I) – Luzzara   – Santa Marta – Cádiz – Venlo – Friedlingen – Vigo – Schmidmühlen – Bonn – Krottensee – Ekeren – Höchstädt – Landau (II) – Speyerbach – Schellenberg – Gibraltar – Höchstädt – Vélez-Málaga – Landau (III) – Marbella – Cassano – Barcelona – Sendlinger Mordweihnacht – Aidenbach – Calcinato – Ramillies – Turin – Castiglione – Santa Cruz de Tenerife – Almansa – Kap Béveziers – Toulon – Lizard Point – Lille – Oudenaarde – Gent – Malplaquet – Mons – Almenar – Saragossa – Syrakus – Villaviciosa – Rio de Janeiro – Denain – Landau (IV) – Barcelona – Freiburg
Das Seegefecht bei Kap Béveziers (französisch: Combat du Cap Béveziers, englisch: Action of Beachy Head oder auch Action of 2 May 1707) fand am 2. Maijul. / 13. Mai 1707greg., während des Spanischen Erbfolgekrieges, zwischen einem französischen Geschwader unter Claude de Forbin und einer britischen Konvoisicherung unter Baron Wylde statt.

## Geschichte
Im Frühjahr 1707 operierte der französische Chef d’escadre Claude de Forbin mit seinem Geschwader aus acht Linienschiffen und weiteren kleineren Einheiten, darunter privaten Kaperschiffen in der Nordsee. Am 1. Maijul. / 12. Mai 1707greg. verließ ein britischer Geleitzug aus zweiundfünfzig Handelsschiffen und gesichert durch drei Linienschiffe das Seegebiet der Downs in Richtung Westindische Inseln. Noch am selben Tag traf das Geschwader Forbins im Seegebiet vor Brighthelmstone auf den Geleitzug und griff diesen an. 

## Das Gefecht
Das Gefecht begann mit dem Angriffe der drei französischen Schiffe Dauphine (60 Kanonen), Blekoualle (54 Kanonen) und Griffon (48 Kanonen) auf die britische Hampton Court (70 Kanonen). Derweil wurde auf Anordnung des britischen Konvoikommodore Baron Wylde eine Schlacht- bzw. Kiellinie aus seinen verbleibenden zwei Linienschiffen und fünf großen Handelsschiffen gebildet. Diese wurde in den nächsten zweieinhalb Stunden von den Franzosen von beiden Seiten angegriffen.
Die Hampton Court musste nach hartem Kampf gegenüber der Dauphine und Griffon die Flagge streichen. Anschließend griffen die Dauphine, Blekoualle und Fidèle (58 Kanonen) die britische Grafton (70 Kanonen) an, die nach 30 Minuten die Flagge streichen musste. 
Die Royal Oak (70 Kanonen), Schiff des Konvoikommodores Baron Wylde, lieferte sich derweil mit der Mars (54 Kanonen), Schiff von Claude de Forbin, einen Austausch von Breitseiten. Nach mehreren Stunden schaffte es die schwer beschädigte Royal Oak sich von den Franzosen abzusetzen und zu entkommen.

### Frankreich
| Chef d’escadre Claude de Forbins Geschwader |         |                                            |          |           |           |             |
| Schiff                                      | Kanonen | Kommandant                                 | Verluste | Verluste  | Verluste  | Anmerkungen |
| Schiff                                      | Kanonen | Kommandant                                 | getötet  | verwundet | Insgesamt | Anmerkungen |
| ------------------------------------------- | ------- | ------------------------------------------ | -------- | --------- | --------- | ----------- |
| Mars                                        | 54      | Claude de Forbin                           |          |           |           | Flaggschiff |
| Blekoualle                                  | 54      | Jean Alexandre de Tourouvre                |          |           |           |             |
| Salisbury                                   | 52      | Kerlo de l’Isle†, Louis-Isidore Andigné    |          |           |           |             |
| Protée                                      | 48      | Henri Illiers                              |          |           |           |             |
| Gerze                                       | 42      | François Cornil Bart                       |          |           |           |             |
| Griffon                                     | 48      | Pierre-Cesar de Brichanteau                |          |           |           |             |
| Dauphine                                    | 60      | Jacques Aymar de Roquefeuil et du Bousquet |          |           |           |             |
| Fidèle                                      | 58      | Hennequin                                  |          |           |           |             |

### Großbritannien
| Commodore Baron Wyldes Geschwader |         |                  |          |           |           |             |
| Schiff                            | Kanonen | Kommandant       | Verluste | Verluste  | Verluste  | Anmerkungen |
| Schiff                            | Kanonen | Kommandant       | getötet  | verwundet | Insgesamt | Anmerkungen |
| --------------------------------- | ------- | ---------------- | -------- | --------- | --------- | ----------- |
| Royal Oak                         | 70      | Baron Wylde      |          |           |           | Flaggschiff |
| Grafton                           | 70      | Edward Acton†    |          |           |           | gekapert    |
| Hampton Court                     | 70      | George Clements† |          |           | ca. 200   | gekapert    |

## Nachwirkungen
Das Gefecht sorgte in England für größeren Unmut, da man allgemein davon ausging, dass die Verluste an Kriegs- und Handelsschiffen hätten vermieden werden können, wenn die Führung der Marine sich über die Bewegung des französischen Verbandes informieren hätte lassen und einen angemessenen Geleitschutz bereitgestellt hätte.
Der Konvoikommodore bzw. Kommandant der Royal Oak, Baron Wylde, wurde für sein Verhalten während des Gefechtes nicht getadelt und nach Instandsetzung seines Schiffes wieder im Konvoidienst eingesetzt. Wodurch er am 10. Oktoberjul. / 21. Oktober 1707greg. am Seegefecht bei Lizard Point beteiligt war.